# Ojo Público
Ojo Público (estilizado como OjoPúblico)  es un medio digital peruano fundado por el antiguo equipo de investigación de El Comercio. Opera bajo una organización periodística sin fines de lucro con sede en Lima, dirigida actualmente por Óscar Castilla, Nelly Luna y David Hidalgo.
Considerado uno de los principales medios independientes de Perú, Ojo Público es un referente en el panorama mediático latinoamericano. Su misión es promover la democracia, la transparencia, la rendición de cuentas y el acceso a la información de interés público.

## Historia y desarrollo
Ojo Público fue fundado en 2014 tras la disolución de la Unidad de Investigación de El Comercio. Este opera desde de Perú y colabora con otros medios de comunicación.
Emplea un enfoque de investigación narrativo dinámico, aprovechando plataformas digitales, en particular el acceso a la información pública. Para ampliar su alcance, ha desarrollado cómics interactivos (por ejemplo, La guerra por el agua) y publicaciones impresas. El equipo editorial está formado por 13 personas y recibe financiación de varias organizaciones y socios. Entre estos destaca Edmundo Cruz (2014-2022), periodista que reveló la ejecución extrajudicial de estudiantes de la Universidad La Cantuta en 1993 y fue galardonado con el Premio María Moors Cabotde la Universidad de Columbia.
Ojo Público investiga temáticas como derechos humanos, corrupción, narcotráfico, medio ambiente, salud y transparencia. También verifica declaraciones públicas, clasificándolas en verdaderos, engañosos, discutibles, insostenibles y falsos a través de OjoBiónico, en colaboración con organizaciones internacionales.
Además de contar con investigadores, Ojo Público ofrece un programa académico para periodistas denominado ojoLab.

## Premios
En 2015, el equipo recibió el Premio de Periodismo de Datos a la Mejor Investigación del Año, otorgado por la Red de Editores Globales (GEN), y el Premio Nacional de Periodismo y Derechos Humanos Ángel Escobar, otorgado por la Coordinadora Nacional de Derechos Humanos, la coalición más grande de organizaciones de derechos humanos en el país.
Además, obtuvo el premio a la mejor investigación de año en la categoría newsroom de los Data Journalism Awards 2015, organizado por la Global Editors Network (GEN). Se le entregó el galardón por la aplicación periodística Cuentas Juradas que mostró la evolución y el desbalance del patrimonio de los candidatos a las Elecciones Municipales del 2014.
En 2016, se le concedió el tercer premio del Premio Latinoamericano de Periodismo de Investigación, otorgado por Ipys y Transparency International. En 2017, fue reconocido por la Sociedad Interamericana de Prensa con uno de los Premios a la Excelencia en Periodismo.
El 2019, obtuvo la mención honorífica otorgada por la Asociación de Estudios Latinoamericanos (LASA) por su papel en la cobertura de temas con profundidad para entender a la región latinoamericana.